# FC Kuressaare
FC Kuressaare, conegut popularment com a Kuressaare, és un club de futbol, de la localitat de Kuressaare, Saaremaa, Estònia. L'estadi del club és el Kuressaare linnastaadion. Fundat el 14 de març de 1997, el club competeix a la Meistriliiga, La primera divisió del futbol estonià.

## Història
El Kuressaare va ser fundat el 14 de març de 1997. El seu predecessor era el club juvenil B.B. Esport, entrenat per Johannes Kaju. El Kuressaare va unir-se al campionat de lliga d'Estònia i va començar a competir a la divisió Occidental de la III divisió. El primer president del club i entrenador fou Aivar Pohlak, des de 2007 president de la Federació de futbol d'Estònia i comentarista en algunes retransmissions en directe de partits de Lliga i Copa.
El Kuressaare va ascendir a l'Esiliiga la temporada 1998 i acabà sisè amb el nou entrenador Jan Važinski. La majoria de l'equip eren habitants de Saaremaa i reforç de jugadors del FC Flora Tallinn. El Kuressaare va guanyar l'Esiliiga la temporada 1999 i va ascendir a la Meistriliiga, acabant la temporada 2000, la primera a la primera divisió, en el setè lloc i la temporada 2001 en el 10è lloc sota la direcció de Zaur Tšilingarašvili, descendint a l'Esiliiga.
L'any 2002, Sergei Zamogilnõi va ser fitxat com a entrenador i el Kuressaare va acabar la temporada 2002 als llocs de playoff d'ascens. El Kuressaare va guanyar el playoff contra el Lootus i va tornar a la Mesitriliiga, romanent poc temps a la primera divisió, ja que a la temporada 2003 va acabar 8è lloc i va baixar. L'equip va ser reestructurat l'any 2004, utilitzant jugadors del filial Sörve i va ascendir de nou a la Meistriliiga malgrat acabar en cinquè lloc a causa de l'expansió de la lliga.
La temporada 2005 fou la més exitosa en la història del club, guanyant 7 partits i empatant-ne 6 d'un total de 36. La victòria per 8 a 1 contra el Dünamo esdevenia un nou rècord de club. Malgrat això, l'equip va acabar 8è i va baixar després de perdre el playoff de descens contra l'Ajax.
El Kuressaare va aconseguir tornar a la Meistriliiga la temporada 2006, però un cop més va tornar a baixar a la següent temporada de la Meistriliiga. L'equip va acabar la temporada 2008 com a subcampió i va ascendir a la Meistriliiga. El Kuressaare va romandre a la Meistriliiga durant cinc temporades, del 2009 al 2013, moment en què el club va baixar a l'Esiliiga després d'acabar la temporada en 10è lloc. Després de la temporada 2015, el Kuressaare baixà a l'Esiliiga B.
Tot i ser considerat un equip ascensor, el FC Kuressaare milita actualment a la Meistriliiga des de 2018. El campionat de la Primera Divisió d'Estònia s'anomena actualment Premium Liiga per un acord de patrocini amb la cervesera A. Le Coq.

## Palmarès

### Lliga
- Esiliiga[2]
  - Campions (1): 1999

- Esiliiga B
  - Campions (1): 2016